# Гута-Яцковецкая
Гута-Яцковецкая (укр. Гута-Яцьковецька) — село в Дунаевецком районе Хмельницкой области Украины.
Население по переписи 2001 года составляло 379 человек. Почтовый индекс — 32456. Телефонный код — 3858. Занимает площадь 1,31 км². Код КОАТУУ — 6821882401.

## Местный совет
32456, Хмельницкая обл., Дунаевецкий р-н, с. Гута-Яцковецкая